# Koń na biegunach

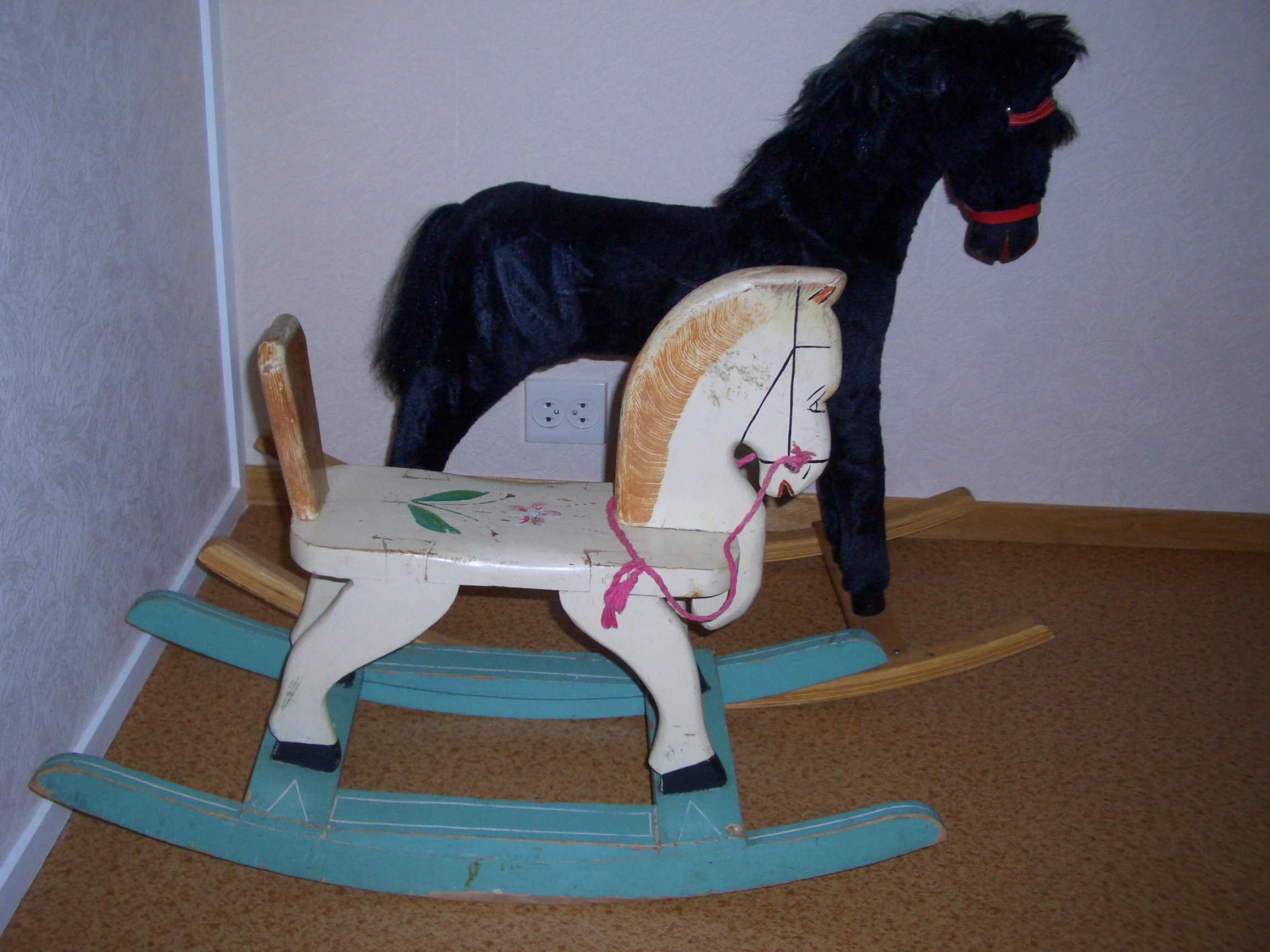
Przykładowe konie na biegunach

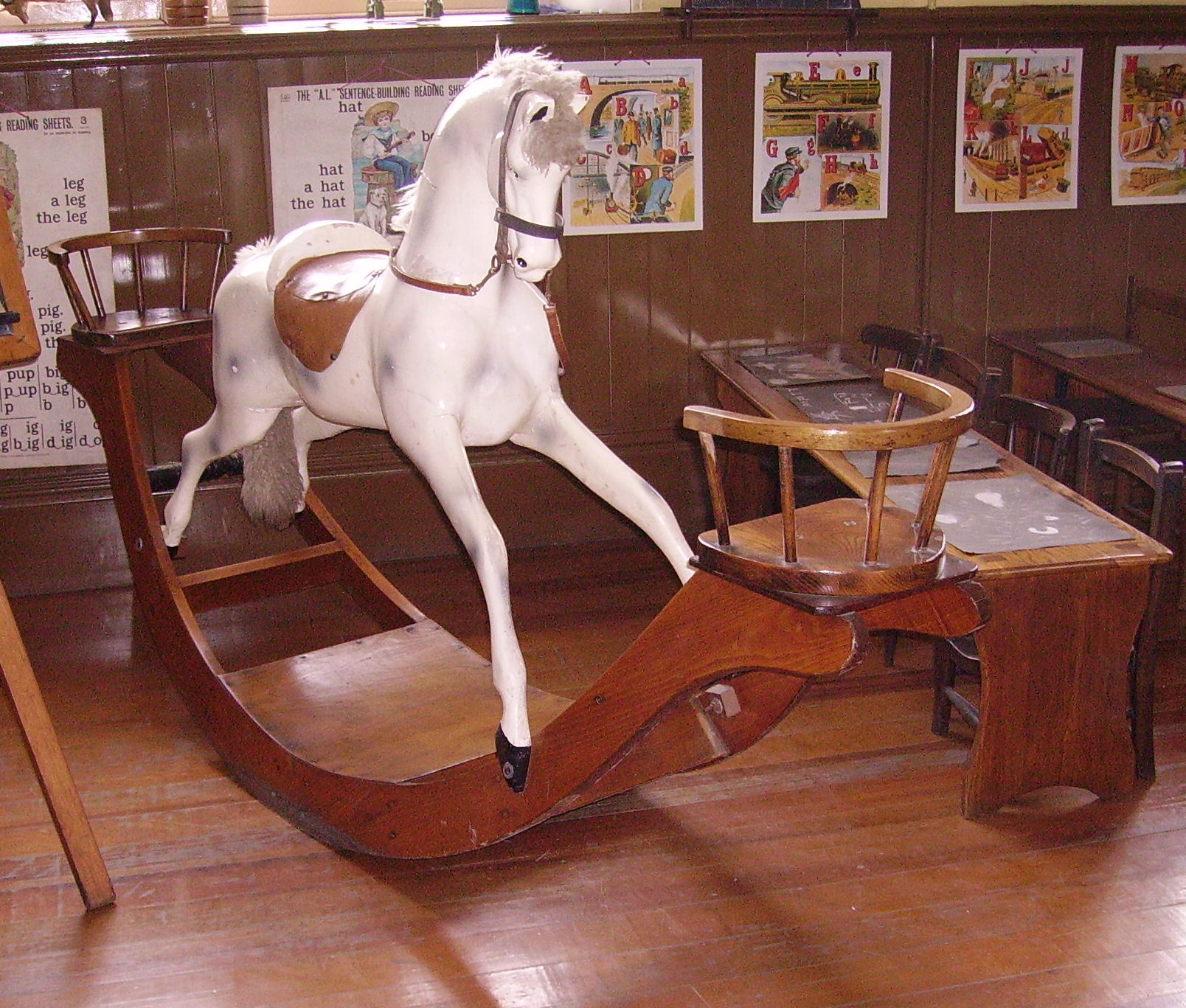
Koń na biegunach w muzeum Beamish

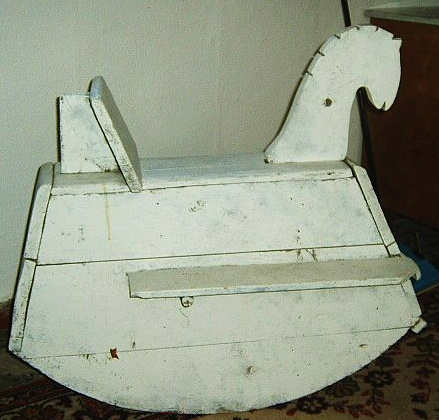
Koń na biegunach wykonany amatorsko

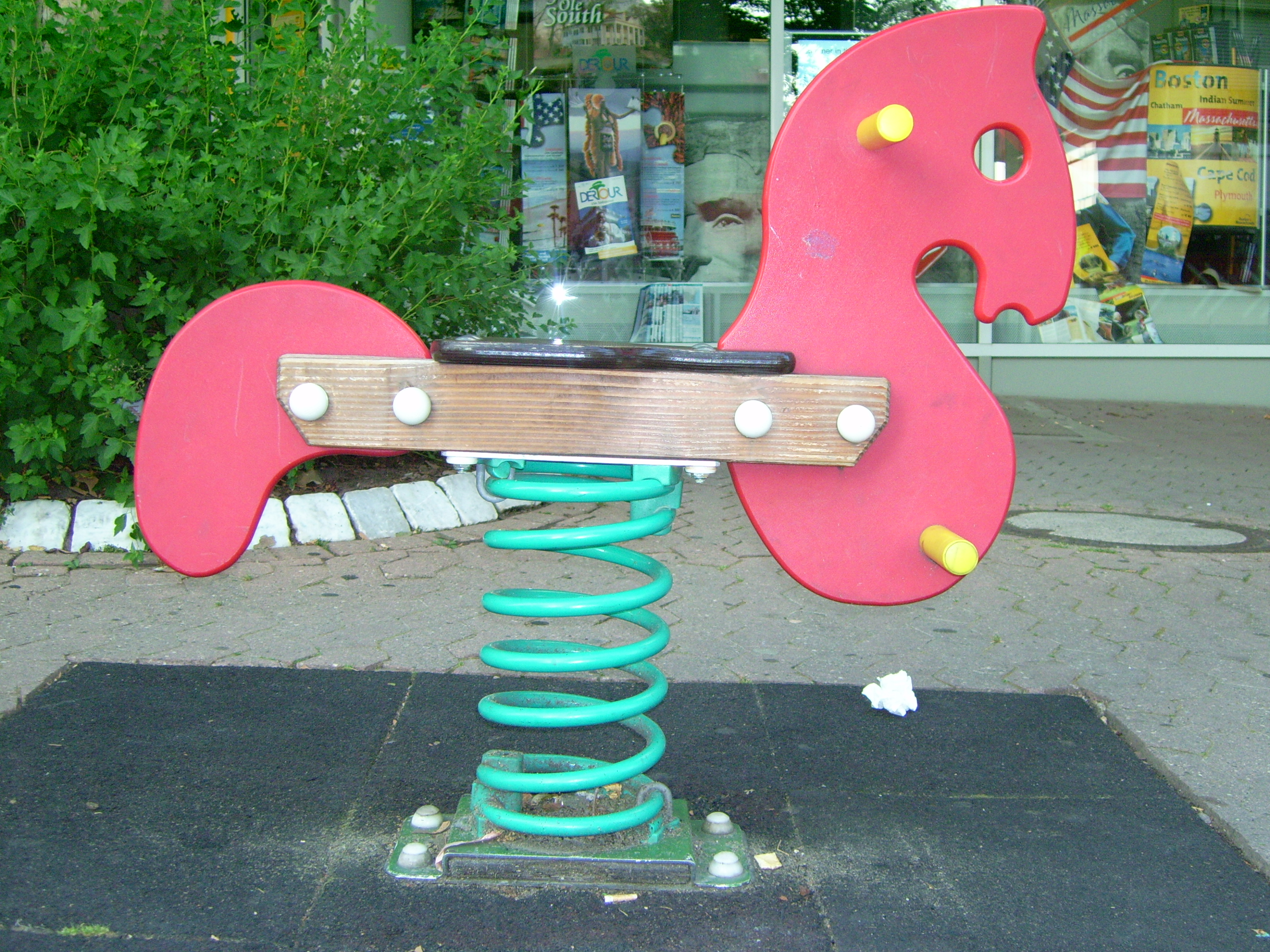
Bujak sprężynowy

Koń na biegunach, koń bujany – zabawka dziecięca, wykonana zwykle w kształcie konia przymocowanego do dwóch wygiętych w łuk profili, zwanych biegunami.

## Historia
Poprzednikami koni na biegunach były kołyski na biegunach, a także konie-zabawki na kołach. Powstał najprawdopodobniej na terenie Ameryki Północnej. Jego poprzednikiem był koń zaopatrzony w kółka – zabawka którą można było ciągnąć i dosiadać. W obecnej formie pojawił się w XVII wieku. Niektóre źródła podają wcześniejsze przykłady takich konstrukcji, znane były już w antycznej Grecji, jak można to przeczytać np. u Horacego. Nie ma jednak pewności co do ich użytkowania jako zabawek.
Od początku XIX wieku konie na biegunach były już powszechnie kojarzone z dziecięcą zabawką. Do Europy środkowej trafiły poprzez Anglię. Do końca XIX wieku wykonywali je rzemieślnicy, ich ornamentyka i wykończenie kojarzyły się z końmi przeznaczonymi dla rycerzy. Pod koniec XIX wieku podjęto produkcję seryjną zabawek tego typu.
Współcześnie nadal wytwarza się konie na biegunach tradycyjnymi, rękodzielniczymi metodami. W Polsce głównym ośrodkiem rzemiosła zabawek drewnianych jest Żywiecczyzna.
Wariantem konia na biegunach jest bujak sprężynowy.
Konie na biegunach występują w zbiorach muzealnych – muzeach zabawek czy też muzeach etnograficznych. Obecne są także w kulturze, przykładowo w Polsce przebojem okazała się piosenka "Konik na biegunach" ze słowami Franciszka Serwatki i muzyką Jacka Dybka w wykonaniu Urszuli.